# Pascal Fabre
Pascal Fabre (Lione, 9 gennaio 1960) è un ex pilota automobilistico francese, che prese parte a 14 Gran Premi nel Campionato mondiale di Formula 1 1987 con l'AGS.

## Carriera

### Inizi (1979-1986)
Fabre iniziò la propria carriera automobilistica nel 1979, quando disputò il campionato francese di Formula Renault, conquistando il settimo posto nella classifica finale. L'anno successivo il pilota francese passò a competere nel Campionato nazionale di F3, non vincendo nessuna gara ma giungendo al secondo posto assoluto; nella stessa stagione Fabre prese parte anche ad alcune gare del Campionato europeo, sul quale si concentrò prevalentemente nel 1981, senza però cogliere risultati di rilievo. Ciò nonostante nel 1982 Fabre passò al Campionato europeo di Formula 2 con il team AGS, conquistando un podio e il quindicesimo posto in classifica, con cinque punti.
L'anno successivo Fabre tornò a correre nel Campionato europeo di F3, chiudendolo in decima posizione con 8 punti. Nel 1984 il pilota francese risalì nuovamente in Formula 2 e conquistò due quinti posti e una vittoria, ma non poté disputare le ultime quattro gare della stagione per mancanza di fondi, terminando quindi in ottava posizione finale in classifica. Nel 1985 Fabre riuscì a disputare solo una gara nell'appena istituito Campionato europeo di F3000, ma nell'anno seguente il pilota francese si assicurò un contratto con il team ufficiale Lola. Anche in questa occasione, però, Fabre non portò a termine la stagione, venendo appiedato a due gare dal termine nonostante avesse vinto la gara d'apertura a Silverstone e avesse conquistato altri due podi.

### Formula 1 (1987)
Nel 1987 la AGS decise di disputare una stagione completa in Formula 1, dopo aver partecipato a due Gran Premi nella stagione precedente. La vettura, dotata di un motore Cosworth aspirato, si dimostrò molto lenta sin dai primi test, anche nei confronti delle altre monoposto dotate di motore aspirato. La vettura era però molto affidabile, tanto che Fabre, pur qualificandosi stabilmente in ultima o penultima posizione, giunse al traguardo con regolarità, benché stabilmente staccato di cinque-sei giri dal vincitore, e si ritirò solamente in un'occasione nelle prime dieci gare della stagione.
Il miglior risultato furono due noni posti, ottenuti nel Gran Premio di Francia e nel Gran Premio di Gran Bretagna. A partire dal Gran Premio d'Italia, però, l'Osella cominciò a schierare due vetture, portando il numero di iscritti a 27, uno in più del numero massimo di piloti ammissibili al via di un Gran Premio. Da questo momento Fabre riuscì a qualificarsi soltanto in un'occasione, il Gran Premio di Spagna, ritirandosi per un problema meccanico in gara. A due gare dal termine della stagione il team decise quindi di sostituirlo con il brasiliano Roberto Moreno; Fabre chiuse il campionato senza punti, e giunse al quinto posto su sei nel Trofeo Jim Clark, riservato ai piloti alla guida di vetture con motori aspirati.

### Dopo la Formula 1 (1989-2001)
Dopo essersi preso un anno sabbatico, nel 1989 Fabre tornò alle competizioni automobilistiche, partecipando al Campionato del Mondo Sport Prototipi con una vettura del team Courage Compétition e prendendo parte anche alla 24 Ore di Le Mans. Il pilota francese continuò con lo stesso programma anche per la stagione successiva, cogliendo il settimo posto assoluto alla 24 Ore di Le Mans in equipaggio con Michel Trollé e Lionel Robert. Nel 1991 Fabre prese parte solo alla 24 Ore di Le Mans, ritirandosi, e ad altri due appuntamenti del Campionato Mondiale Sportprototipi; anche nella stagione successiva la sua attività fu piuttosto ridotta e Fabre prese parte solo alla 24 Ore di Le Mans (ritirandosi anche in questa occasione), alla 24 Ore di Daytona e ad alcune gare del Campionato Supertouring francese.
Nel 1993 e nel 1994 Fabre partecipò ancora alla 24 Ore di Le Mans, cogliendo il decimo posto assoluto nella prima occasione. Nel 1995 il pilota francese disputò quattro gare del BPR Global GT Series al volante di una McLaren F1 GTR. L'attività del pilota francese si fece sempre più rarefatta e negli anni seguenti Fabre prese parte solo alle edizioni 1996 e 1998 della 24 Ore di Le Mans, nella prima occasione in classe GT1 con una Toyota SARD MC8-R, nella seconda in classe LMP1 al volante di una Ferrari 333 SP. Nel 2000 Fabre partecipò nuovamente alla 24 Ore di Daytona.
Nel 2001 il pilota francese prese parte alla 24 Ore di Le Mans a bordo di una Reynard 2KQ-LM, guidando in equipaggio con Jean-Denis Délétraz e Jordi Gené. I tre conquistarono il quinto posto assoluto e la vittoria nella classe LMP675; in seguito Fabre pose fine alla sua carriera di pilota automobilistico.

## Risultati completi in Formula 1
| 1987 | Scuderia | Vettura |    |    |    |    |    |   |   |     |    |    |    |    |     |    |  |  |  | Punti | Pos. |
| ---- | -------- | ------- | -- | -- | -- | -- | -- | - | - | --- | -- | -- | -- | -- | --- | -- |  |  |  | ----- | ---- |
| 1987 | AGS      | JH22    | 12 | 13 | 10 | 13 | 12 | 9 | 9 | Rit | 13 | NC | NQ | NQ | Rit | NQ |  |  |  | 0     |      |

| Legenda | 1º posto     | 2º posto | 3º posto    | A punti         | Senza punti/Non class.  | Grassetto – Pole position Corsivo – Giro più veloce |
| Legenda | Squalificato | Ritirato | Non partito | Non qualificato | Solo prove/Terzo pilota | Grassetto – Pole position Corsivo – Giro più veloce |